# Гилпин, Лора (поэт)
Лора Крафтон Гилпин (англ. Laura Crafton Gilpin; 10 октября 1950 — 15 февраля 2007, Фэрхоп, штат Алабама) — американская поэтесса и медик.
Окончила Колледж Сары Лоуренс в Йонкерсе и Колумбийский университет. В 1976 году стала второй обладательницей учреждённой годом раньше Академией американских поэтов Премии Уолта Уитмена, присуждаемой за рукопись первой книги (выбор лауреата осуществлял Уильям Стаффорд).
После этого Гилпин оставила занятия литературой, получила в Нью-Йоркском университете диплом медсестры (1981) и посвятила свою жизнь пропаганде гуманистического подхода к заботе о больных в больницах, основав для этой цели некоммерческую организацию Planetree. Опыт Гилпин в этой области обобщён в книге «Пациент на первом месте» (англ. Putting Patients First: Designing and Practicing Patient-Centered Care; 2003, в соавторстве).
Осенью 2006 года у Гилпин была диагностирована глиобластома. За оставшиеся полгода жизни она успела закончить вторую книгу стихов.